# St Fimbarrus Church

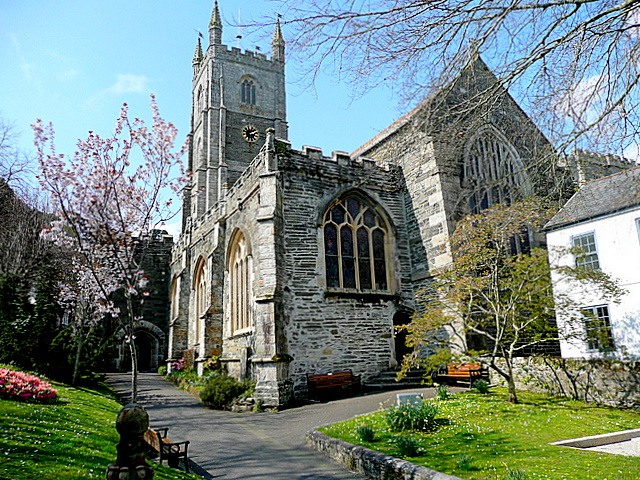
Die Kirche von Südosten

Die St Fimbarrus Church (auch: Church of St Nicholas) ist eine als Kulturdenkmal der Kategorie Grade I geschützte anglikanische Kirche in Cornwall in Großbritannien. Die Kirche befindet sich in einem kleinen, baumbestandenen Kirchhof im Zentrum der Stadt Fowey. Im Kirchhof befindet sich ein Kriegerdenkmal für die Gefallenen der beiden Weltkriege. Im Norden grenzt die Kirche unmittelbar an die Umfassungsmauer des Herrenhauses Place House. 

## Geschichte
Bereits im frühen 6. Jahrhundert soll sich an der Stelle der heutigen Kirche eine Kapelle befunden haben. Zu Beginn des 7. Jahrhunderts soll der heilige Finbarr auf einer Reise von Irland nach Rom nach Fowey gekommen sein. Bevor er von dem Hafen aus in die Bretagne segelte, soll er eine neue Kapelle errichtet haben, die eine ältere, St. Goran geweihte ersetzte.
Um 1150 wurde eine Kirche im normannischen Stil errichtet, die den heiligen Finbarr als Kirchenpatron hatte. Von diesem Bau sind jedoch nur noch Teile der Grundmauern erhalten. Nach einem Piratenüberfall musste die Kirche 1328 erneuert werden. 1336 weihte der Bischof von Exeter die wiederaufgebaute Kirche dem heiligen Nikolaus von Bari. Das neue Patrozinium konnte sich jedoch nicht gegen das traditionelle des heiligen Finbarr durchsetzen, so dass die Kirche in der Regel nach St Fimbarrus benannt wird. Bei einem erneuten Überfall französischer Piraten wurde die Kirche 1456 schwer beschädigt. Mit Unterstützung des Earl of Warwick als damaligen Lord High Admiral wurde die Kirche ab 1460 neu errichtet. Der Wiederaufbau war zu Beginn des 16. Jahrhunderts abgeschlossen, um 1500 wurde im südlichen Seitenschiff eine Kapelle für die Familie Treffry errichtet. 1876 erfolgte eine umfassende Restaurierung. 1894 wurde die neue Sakristei im Nordwesten der Kirche errichtet. 1995 gründete sich der Förderverein Friends of St Fimbarrus Church, um den Erhalt der Kirche zu unterstützen. Die Kirche ist heute die anglikanische Pfarrkirche von Fowey und der Diözese Truro der Church of England unterstellt.

## Baubeschreibung
Die aus Schieferstein im gotischen Stil errichtete dreischiffige Kirche mit geradem Chorabschluss ist von außen uneinheitlich. Die Mauern des Chores, des fünfbogigen Hauptschiffs und des nördlichen Seitenschiffs stammen noch aus dem 14. Jahrhundert, das südliche Seitenschiff und der mit Zinnen versehene Westturm sind aus dem 15. Jahrhundert. Der Turm ist versetzt an der Westfassade angesetzt, besitzt einen flachen Abschluss ohne Turmhelm und gilt als der zweithöchste Kirchturm in Cornwall. Der Chor, das Hauptschiff und das nördliche Seitenschiff sind von einem steilen Schieferdach gedeckt, das südliche Seitenschiff besitzt ein zinnengekröntes Flachdach. An der Südseite befindet sich ein zweigeschossiger, zinnengekrönter Eingangsvorbau. 
Das Hauptschiff besitzt ein hölzernes Tonnengewölbe aus dem 16. Jahrhundert, die Seitenschiffe sind mit einem einfachen Pult- bzw. Flachdach versehen. Die Innenmauern sind großteils weiß verputzt, doch die Fensterfassungen, die kapitellosen Pfeiler und die Bögen der Arkaden zwischen Haupt- und Seitenschiffen sowie die Wand des südlichen Seitenschiffs sind aus Naturstein. Der Kirchenraum wird durch große Fenster erhellt, deren Maßwerk jedoch vor allem aus dem 19. Jahrhundert stammt. Der steinerne Taufstein im normannischen Stil stammt noch aus dem Vorgängerbau des 12. Jahrhunderts. Die reich mit Schnitzarbeiten versehene, sechseckige hölzerne Kanzel stammt von 1601, angeblich soll sie aus dem Holz einer Kapitänskajüte einer spanischen Galeone gefertigt worden sein.  Der neugotische Lettner stammt aus dem späten 19. oder frühen 20. Jahrhundert. An den Wänden befinden sich mehrere Grabdenkmäler aus dem 17. bis 19. Jahrhundert, im Boden sind vier Grabplatten aus dem 16. Jahrhundert eingelassen.